# 布興 (堪薩斯州)
布興（英語：Bushong）是一個位於美國堪薩斯州萊昂縣的城市。

## 地方資料
根據2020年美國人口普查的數據，布興的面積為0.39平方千米，當中陸地面積為0.39平方千米，而水域面積為0.00平方千米。當地共有人口27人，而人口密度為每平方千米69.23人。